# Kenny Johnson
Kenneth Allen Johnson, detto Kenny (New Haven, 13 luglio 1963), è un attore statunitense meglio conosciuto per il ruolo del Detective Curtis "Lem" Lemansky nella serie televisiva statunitense The Shield.

## Carriera
Nella serie televisiva The Shield, Johnson interpreta il personaggio del detective Curtis Lemansky, per questa interpretazione ha ricevuto una nomination come miglior attore non protagonista.
Prima di The Shield aveva anche partecipato al film Blade, con Wesley Snipes, in un ruolo minore.
Il personaggio interpretato nella serie televisiva Saving Grace è il Detective Ham Dewey, innamorato della sua collega Grace Hanadarko (interpretata da Holly Hunter) protagonista della serie.
Nel 2005 ottiene una parte nel film Zzyzz, un film indipendente e nel 2006 appare nel film per la tv Desolation Cowboy, insieme a Stacy Keach e Patrick Duffy. 
Kenneth Johnson appare inoltre in alcune puntate del telefilm Cold Case - Delitti irrisolti e Sons of Anarchy.
Nel 2011 è nel cast principale della serie televisiva Prime Suspect in cui recita accanto a Maria Bello e Kirk Acevedo.
Nel 2013 compare nella serie televisiva Dexter nel ruolo di Max Clayton.
Dal 2017 interpreta l’ufficiale italo-americano Dominique Luca nella serie S.W.A.T. (stagioni 1-7).

## Filmografia parziale

### Cinema
- Il ballo proibito (The Forbidden Dance), regia di Greydon Clark (1990)
- Major League - La grande sfida (Major League: Back to the Minors), regia di John Warren (1998)
- Blade, regia di Stephen Norrington (1998)
- Run the Tide, regia di Soham Mehta (2014)
- Premonitions (Solace), regia di Afonso Poyart (2015)

### Televisione
- Pacific Blue – serie TV, 1 episodio (1996)
- Pensacola - Squadra speciale Top Gun (Pensacola: Wings of Gold) – serie TV, 27 episodi (1998-2000)
- The Shield – serie TV, 66 episodi (2002-2008)
- Smallville – serie TV, 1 episodio (2005)
- CSI - Scena del crimine (CSI: Crime Scene Investigation) – serie TV, 1 episodio (2006)
- Cold Case - Delitti irrisolti (Cold Case) – serie TV, 5 episodi (2006)
- NCIS: Los Angeles – serie TV, episodio 1x12 (2009)
- Saving Grace – serie TV, 47 episodi (2007-2010)
- Sons of Anarchy – serie TV, 12 episodi (2009-2011)
- Lie to Me – serie TV, episodio 2x19 (2010)
- Law & Order - Unità vittime speciali (Law & Order: Special Victims Unit) – serie TV, 1 episodio (2011)
- Prime Suspect – serie TV, 13 episodi (2011-2012)
- The Mentalist – serie TV, 1 episodio (2012)
- Dexter – serie TV, 3 episodi (2013)
- Castle – serie TV, episodio 6x17 (2014)
- Covert Affair – serie TV, 3 episodi (2014)
- Chicago Fire – serie TV, 7 episodi (2014-2015)
- Bates Motel – serie TV, 18 episodi (2014-2017)
- Motive – serie TV, episodio 2x13 (2014)
- Secrets and Lies – serie TV, 10 episodi (2016)
- SWAT – serie TV, 130 episodi (2017-2024)

## Doppiatori italiani
Nelle versioni in italiano delle opere in cui ha recitato, Kenny Johnson e stato doppiato da:
- Francesco Bulckaen in Pensacola - Squadra speciale Top Gun, Prime Suspect, Premonitions
- Alberto Angrisano in The Shield, Burn Notice - Duro a morire
- Gianluca Tusco in Desolation Canyon, Secrets and Lies
- Francesco Prando in Cold Case - Delitti irrisolti, The Mentalist
- Massimo De Ambrosis in Blade
- Roberto Pedicini in Law & Order - Unità vittime speciali
- Alessandro Rigotti in Smallville
- Massimo Pizzirani in CSI - Scena del crimine
- Achille D'Aniello in Sons of Anarchy (ep. 2x12)
- Fabio Boccanera in Sons of Anarchy (st. 3-4)
- Christian Iansante in NCIS: Los Angeles
- Enrico Di Troia in Lie To Me
- Stefano Benassi in Saving Grace
- Roberto Draghetti in Bates Motel
- Andrea Ward in Castle
- Paolo Marchese in Motive
- Stefano Thermes in SWAT
- Riccardo Lombardo in Run the Tide